# Vuelo 812 de Southwest Airlines
El vuelo 812 de Southwest Airlines (WN812/SWA812) era un avión de pasajeros Boeing 737-300 que, el 1 de abril de 2011, sufrió una despresurización rápida mientras volaba a 34 000 pies (10 363 m) de altitud cerca de Yuma (Arizona) después de que apareciera un desgarre de 1,8 metros en la parte superior del fuselaje del avión justo por detrás de la cabina de vuelo, lo que obligó a un aterrizaje de emergencia en el Aeropuerto Internacional de Yuma. Dos de las 122 personas a bordo sufrieron heridas leves. El avión operaba el servicio regular nacional de Southwest Airlines desde Phoenix (Arizona) a Sacramento (California).
La despresurización fue causada por una falla estructural del revestimiento del fuselaje, que produjo un agujero de aproximadamente 60 pulgadas (152 cm) de largo en el fuselaje superior.La investigación de la NTSB reveló evidencia de fatiga de metal preexistente y determinó que la causa probable del incidente estaba relacionada con un error en el proceso de fabricación para unir los paneles de revestimiento de la corona del fuselaje.
El incidente fue el segundo de este tipo en menos de dos años, luego de la falla estructural del vuelo 2294 de Southwest Airlines en 2009, y llevó a la FAA a aumentar la tasa de inspección de ciertas aeronaves.

## Aeronave

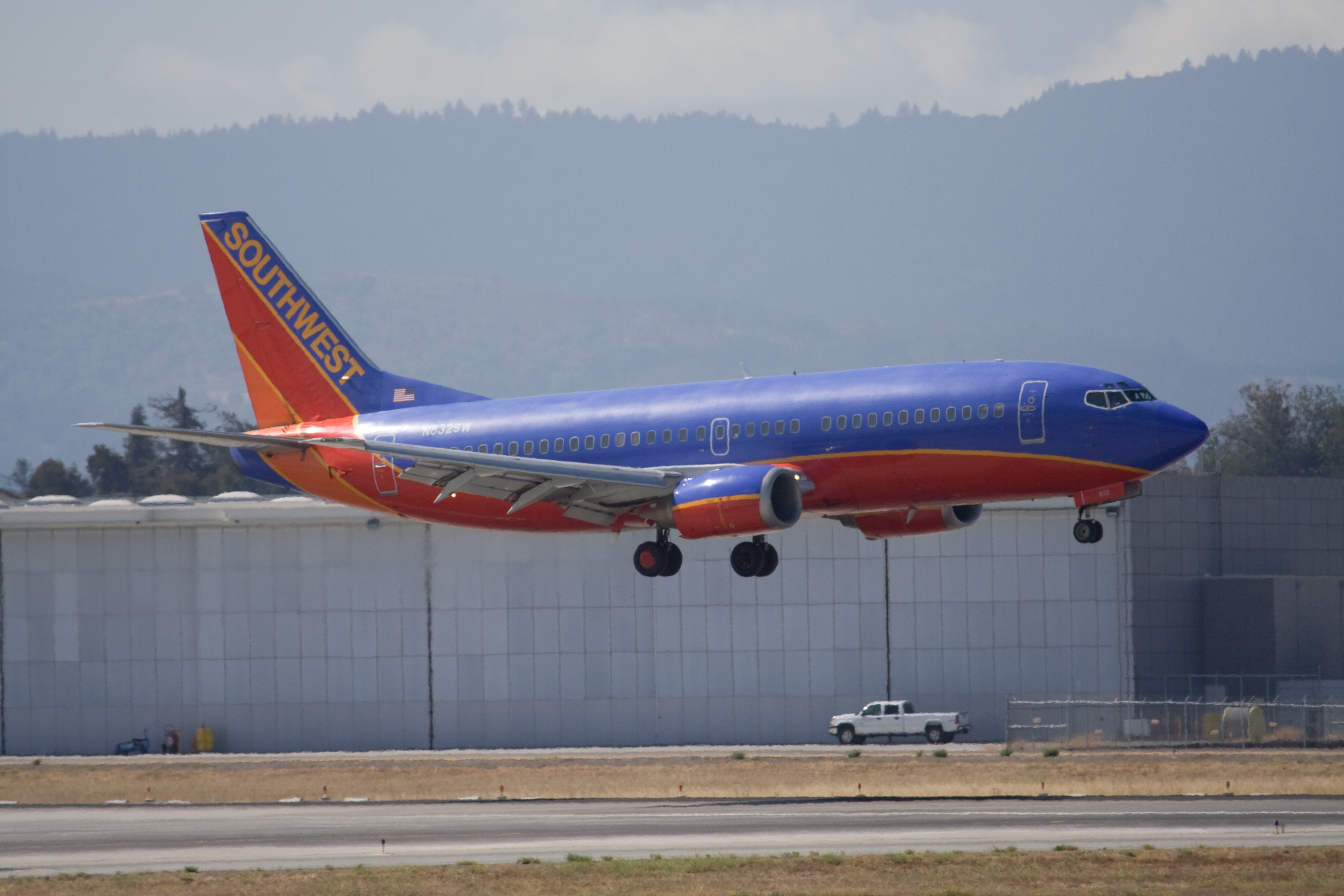
La aeronave fotografiada en 2007

La aeronave involucrada fue un Boeing 737-3H4 con matrícula N632SW, número de serie del fabricante 27707,número de línea 2799.Fue entregado a Southwest en 1996 y en el momento del accidente había completado 48.748 horas y 39.786 ciclos.
El fuselaje de la aeronave se fabricó en las instalaciones de Boeing en Wichita (Kansas), y se envió por ferrocarril en dos piezas (secciones delantera y trasera) desde Wichita a las instalaciones de Boeing en Renton (Washington), para su ensamblaje final. Posteriormente, en las instalaciones de Renton, se unieron las secciones delantera y trasera del fuselaje, completando un proceso de perforación y remachado que se había dejado inconcluso intencionalmente en las instalaciones de Wichita para facilitar la producción en Renton. La zona del revestimiento de la corona del fuselaje que fallaría en este incidente se encontraba en el lugar del proceso de fabricación dividido, donde el trabajo se realizó parcialmente en Wichita y se terminó en Renton.

## Incidente
El vuelo 812 fue un vuelo regular nacional de pasajeros desde el Aeropuerto Internacional de Phoenix-Sky Harbor hasta el Aeropuerto Internacional de Sacramento. El 1 de abril de 2011, transportaba cinco tripulantes y 117 pasajeros. El despegue y el ascenso inicial transcurrieron con normalidad. Al acercarse la aeronave a su altitud de crucero, aproximadamente a las 15:58 hora local (22:57 UTC),mientras ascendía por encima del nivel de vuelo FL344 (34 400 pies (10 485 m)) para alcanzar el nivel de vuelo FL360 (36 000 pies (10 973 m)),se escuchó un fuerte estruendo, registrado como un ruido no identificado en la grabadora de voz de cabina (CVR). Según testigos presenciales, uno de los paneles del techo se desprendió.
Aproximadamente dos segundos después, el capitán anunció que se había perdido la presurización de la cabina y solicitó el uso de máscaras de oxígeno. En ese momento, se escucharon sonidos de aumento del ruido del viento en el CVR. Se desplegaron las máscaras de oxígeno de la cabina. El capitán declaró una emergencia al control de tráfico aéreo y recibió autorización para realizar un descenso de emergencia. Los pilotos realizaron un descenso rápido a 11 000 pies (3353 m), donde la presión atmosférica es suficiente para prevenir la hipoxia.En ese momento, los auxiliares de vuelo comenzaron a informar a los pilotos sobre una lesión y un agujero de dos pies en el fuselaje. Los pilotos solicitaron un nuevo descenso a 9000 pies (2743 m) y vectores al aeropuerto más cercano con capacidad para el 737. El avión aterrizó sin incidentes a las 16:23 en la Estación Aérea del Cuerpo de Marines de Yuma y el Aeropuerto Internacional de Yuma.
Un asistente de vuelo y un empleado de la aerolínea fuera de servicio sufrieron heridas leves, pero ambos fueron atendidos en el aeropuerto.El auxiliar de vuelo intentaba llamar a los pilotos por interfono o anunciar a los pasajeros por megafonía, en lugar de ponerse inmediatamente la máscara de oxígeno, como le habían enseñado. Como resultado, perdió el conocimiento, se cayó y golpeó la mampara delantera de la cabina, fracturándose la nariz. Un empleado de la aerolínea fuera de servicio que acudía a auxiliarlo también perdió el conocimiento, se cayó y sufrió un corte en la cabeza. Ambos recuperaron el conocimiento mientras el avión descendía.Se envió un avión de repuesto con técnicos de mantenimiento, personal de tierra y agentes de servicio al cliente desde Phoenix para llevar a los pasajeros a Sacramento.Se esperaba que el avión de reemplazo llegara a Sacramento con un retraso de cuatro horas para los pasajeros a bordo del vuelo 812.
Esta fue la segunda falla estructural, descompresión rápida y aterrizaje de emergencia para Southwest Airlines en dos años. El vuelo 2294 de Southwest Airlines, también un 737-300, sufrió un agujero del tamaño de un balón de fútbol americano en su fuselaje el 13 de julio de 2009, en un incidente similar. Ese avión también realizó un aterrizaje de emergencia sin problemas.

## Consecuencias

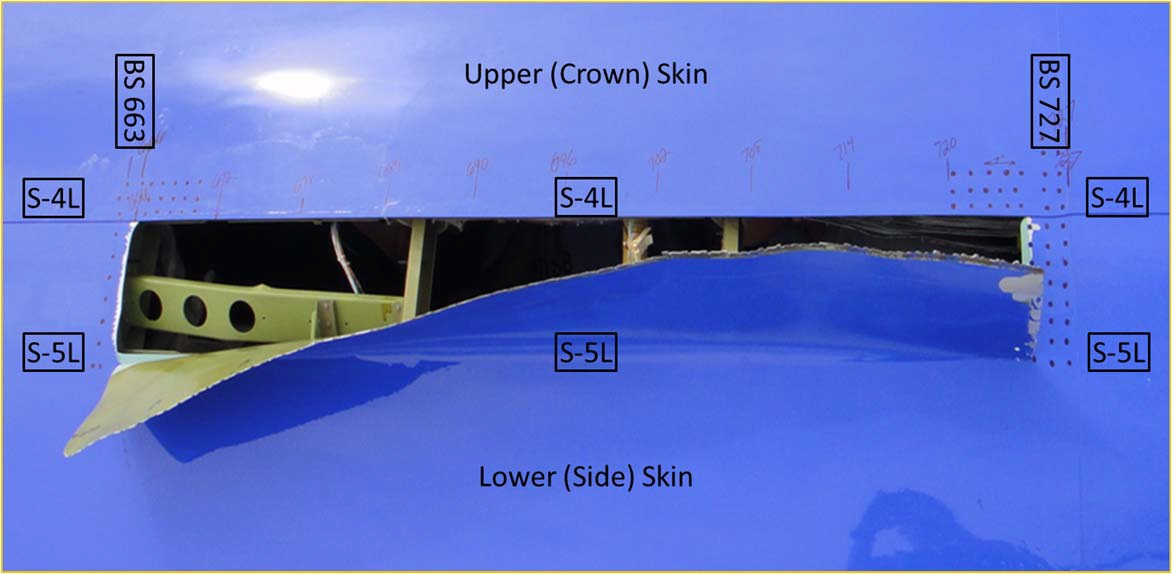
Fotografía anotada del agujero de en el revestimiento del fuselaje causado por la falla, del informe de la NTSB

La inspección de la aeronave en Yuma reveló que una sección del revestimiento del fuselaje se había fracturado y abierto, lo que provocó la rápida descompresión. La abertura medía aproximadamente 60 pulgadas (152 cm) de largo y 8 pulgadas (20 cm) de ancho.Southwest dejó en tierra 80 de sus Boeing 737-300 para inspección luego del incidente.Las aeronaves en tierra fueron aquellas a las que no se les había reemplazado el revestimiento del fuselaje.Se descubrió que cinco aviones tenían grietas. Los aviones debían ser reparados y devueltos al servicio.A partir del 3 de abril de 2011, Boeing estaba desarrollando un Boletín de Servicio para la inspección de aeronaves similares.
El 5 de abril de 2011, la FAA emitió una directiva de aeronavegabilidad de emergencia (AD) que exige a los operadores de aeronaves 737 de las series 300, 400 y 500 aumentar la frecuencia de las inspecciones de las juntas solapadas en fuselajes de alto ciclo de vuelo. La AD exige que las aeronaves con más de 30 000 ciclos se inspeccionen en un plazo de 20 días a partir de la recepción de la AD o al alcanzar los 30 000 ciclos. Para aeronaves con más de 35 000 ciclos, la inspección se requiere en un plazo de 5 días. La AD también exige inspecciones periódicas de las mismas juntas cada 500 ciclos en aeronaves con más de 30 000 ciclos.La AD se refiere a una gama de fuselajes, números de línea 2553–3132 inclusive, que suman un total de 580 aeronaves.Del total de 580 aeronaves, solo 175 cumplían el requisito de 30.000 ciclos en el momento de la emisión de la AD, y 80 de ellas operaban en Estados Unidos.La AD de la FAA solo es efectiva para la parte de las aeronaves registradas en Estados Unidos, ya que la FAA solo puede exigir dichos cambios en el país. Los países con acuerdos de aeronavegabilidad recíprocos también cumplirán la AD, pero otras naciones no están obligadas a adherirse a la norma.A raíz del incidente, la FAA investigó las técnicas de fabricación de Boeing para determinar si influyeron en la causa de la falla. Se consideró que la aeronave accidentada no tenía un número elevado de ciclos. Boeing cooperó con la FAA en la investigación.
Air New Zealand inspeccionó sus quince 737-300 y Qantas inspeccionó cuatro de sus 21 737-400.También se inspeccionaron varios de los treinta y siete 737-400 operados por Malaysia Airlines.
Las entrevistas posteriores al incidente mostraron que el asistente de vuelo herido había sobreestimado seriamente su tiempo de conciencia útil, y la NTSB renovó sus críticas a las tablas de tiempo de conciencia útil y los requisitos de capacitación excesivamente optimistas de la FAA.

## Investigación
La Administración Federal de Aviación (FAA) envió un inspector a Yuma. La Junta Nacional de Seguridad en el Transporte (NTSB) abrió una investigación del incidente.Se envió un equipo de investigación rápida a Yuma el 2 de abril. La inspección del desgarro de 5 pies (2 m) de longitud reveló evidencia de fatiga preexistente. El desgarro se encontraba a lo largo de una junta de solape. En marzo de 2010, se encontraron grietas y se repararon en el mismo lugar de la aeronave accidentada.

### Conclusión final
Después de casi tres años de la investigación, la NTSB publicó el informe final y determinó que la causa probable de este accidente fue:

La instalación incorrecta del panel de revestimiento de la corona del fuselaje en la junta de solape S-4L durante el proceso de fabricación, lo que provocó grietas por fatiga por daños en múltiples sitios y la posterior falla del panel de revestimiento inferior. Un factor que contribuyó a las lesiones fue la evaluación incorrecta del tiempo de consciencia útil por parte del auxiliar de vuelo A, lo que le obligó a no seguir los procedimientos que requerían la colocación inmediata de una máscara de oxígeno al perder la presión de la cabina.

## En la cultura popular
Los hechos del incidente fueron documentados en un episodio de la segunda temporada de Aircrash Confidential titulado "Falla de mantenimiento".
El evento fue mencionado en un segmento de Weekend Update de Saturday Night Live en el episodio 19 de la temporada 36. Kristen Wiig interpretó a una asistente de vuelo llamada Shelly Elaine.